# Bagrichthys macropterus
Bagrichthys macropterus es una especie de pez de la familia Bagridae en el orden de los Siluriformes. Se encuentran en Asia: desde Tailandia hasta Indonesia.

## Morfología
Los machos pueden llegar alcanzar los 30 cm de longitud total.

## Alimentación
Come peces, invertebrados bentónicos y grandes cantidades de detritus vegetals.

## Reproducción
Tiene lugar al comienzo de la estación de las lluvias.

## Hábitat
Es un pez de agua dulce y de clima tropical.